# ديك يوست
ديك يوست (بالإنجليزية: Dick Yost)‏ هو لاعب غولف أمريكي، ولد في 27 ديسمبر 1929، وتوفي في 3 أغسطس 1973.